# Steunblaadje

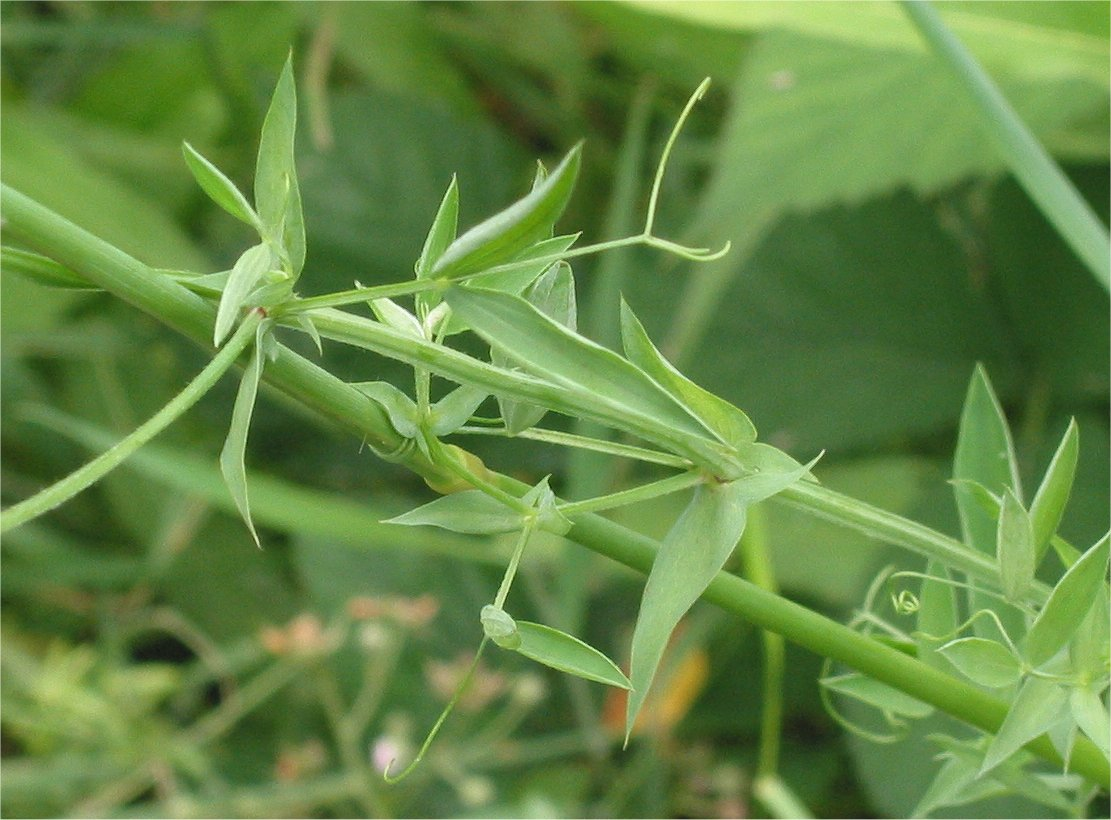
Stengel met halfpijlvormige steunblaadjes van veldlathyrus

Steunblaadjes of stipulen (>stipulae) zijn blaadjes die aan de voet van de bladsteel zitten. De verscheidenheid in bouw is zeer groot.

## Bouw en variatie
Meestal zijn steunblaadjes groen, maar ze kunnen ook vliezig zijn. Ze hebben een verschillende vorm en grootte en zijn soms gedeeltelijk met de bladsteel vergroeid. Soms zijn de steunblaadjes niet te onderscheiden van de echte bladeren, zoals bij vele soorten van de sterbladigenfamilie, onder andere lievevrouwebedstro. Bij sommige boomsoorten, zoals de slangenesdoorn vallen de steunblaadjes al snel af, ze dienen alleen om de jonge bladeren te beschermen.
Bij ficus, plataan en rabarber vergroeien de twee steunblaadjes voor en achter om de stengel tot een tuitje of kokertje (ochrea of ocrea). 
Bij de grassen hebben de steunblaadjes de vorm van het tongetje (ligula).
De steunblaadjes kunnen ook de vorm van klieren, schubjes, haren, klierharen of doorns hebben.

## Voorbeelden van steunblaadjes

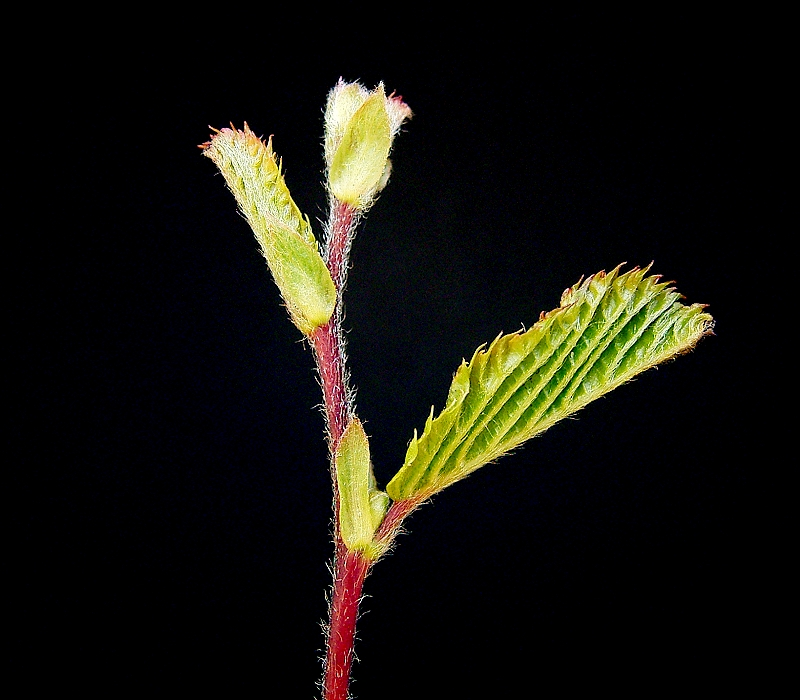
Steunblaadjes die de jonge bladeren beschermen bij haagbeuk
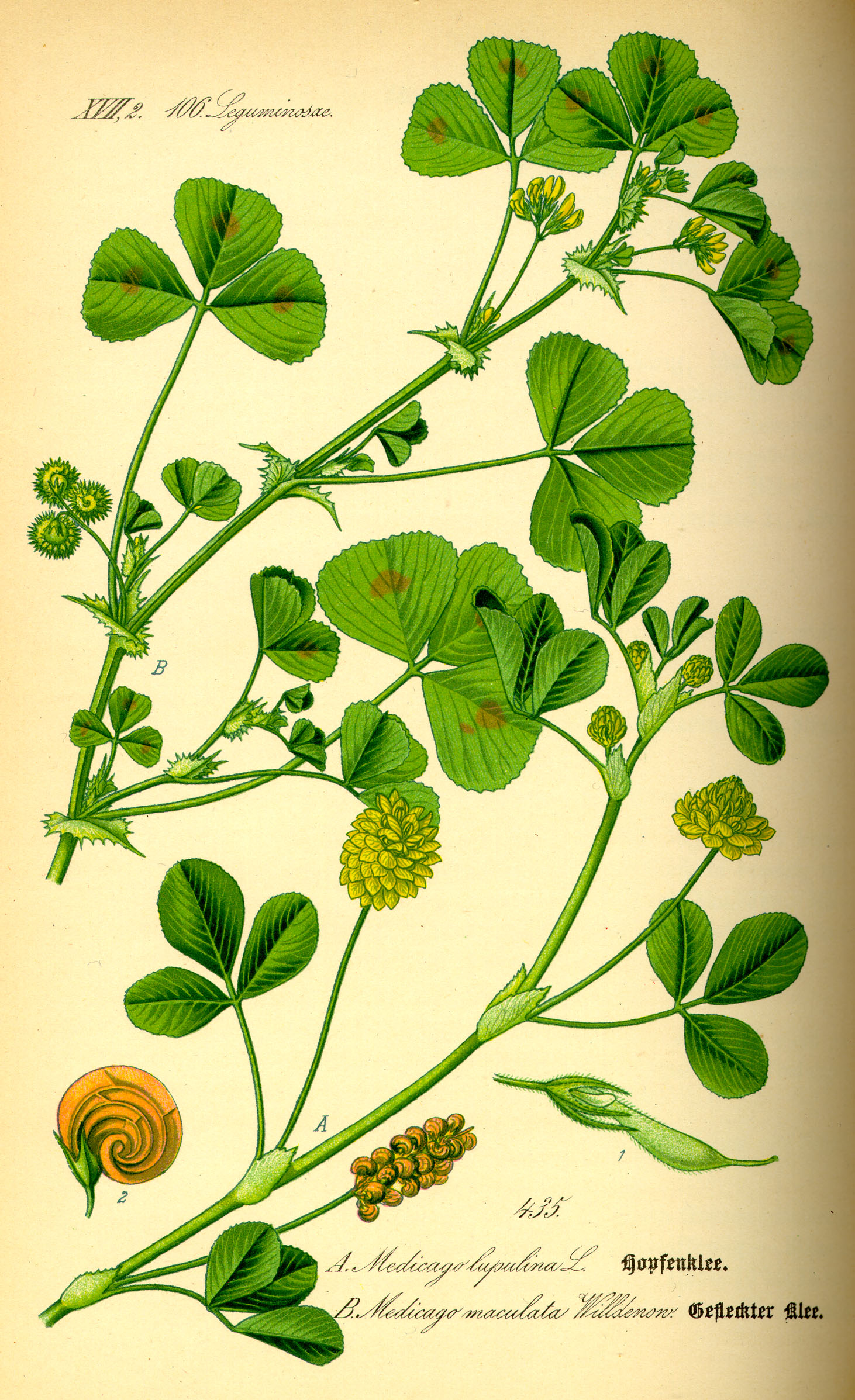
Fijngetande steunblaadjes van hopklaver
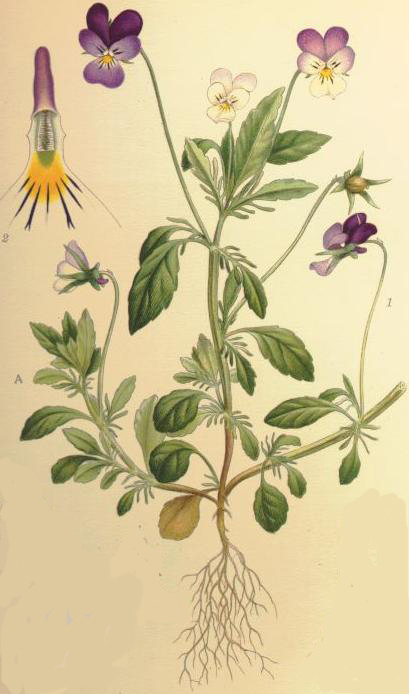
Veerspletige steunblaadjes bij driekleurig viooltje
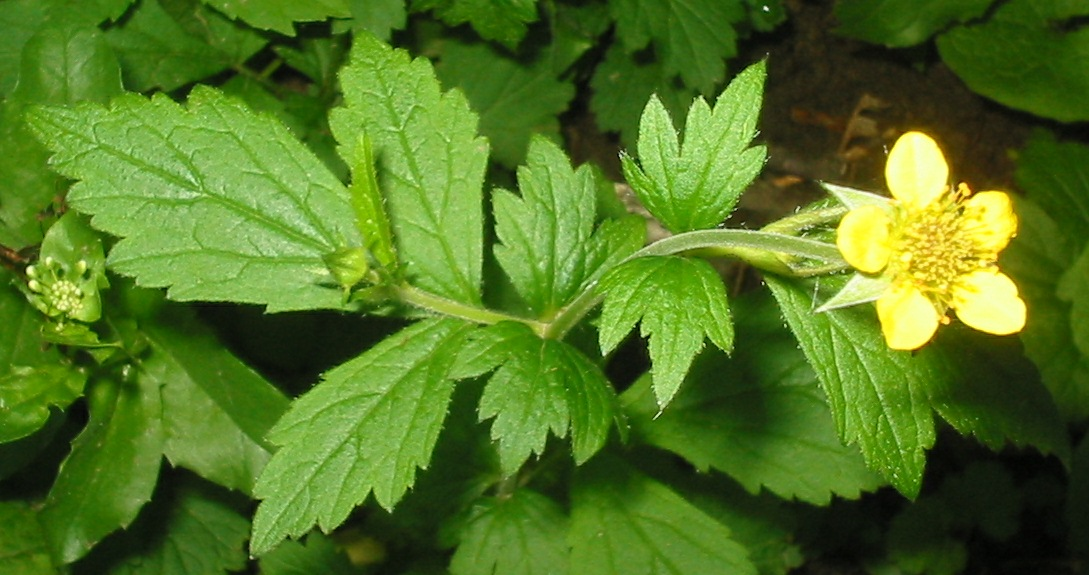
Bladachtige steunblaadjes bij geel nagelkruid
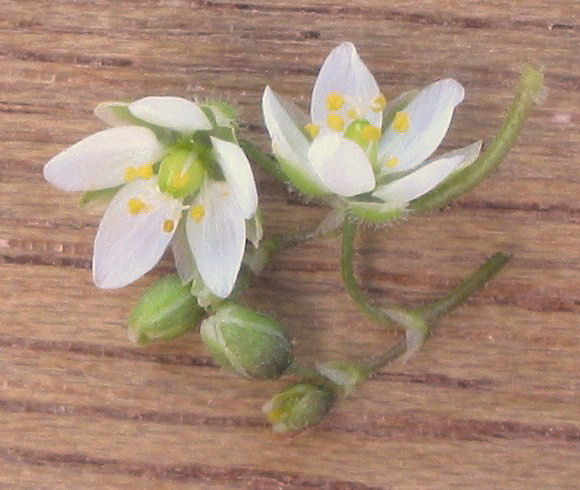
Vliezige steunblaadjes bij gewone spurrie
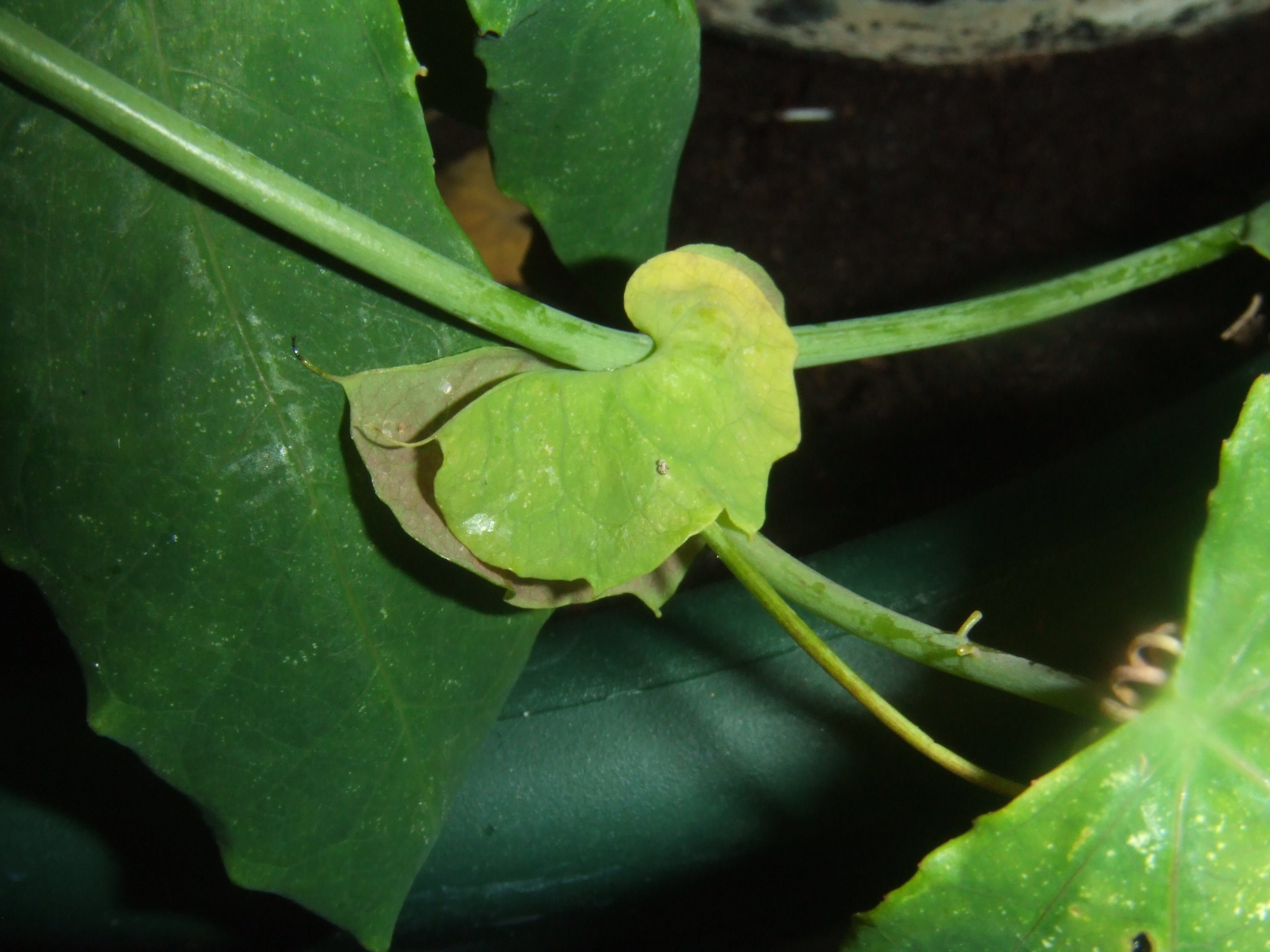
Steunblaadjes van Passiflora kermesina
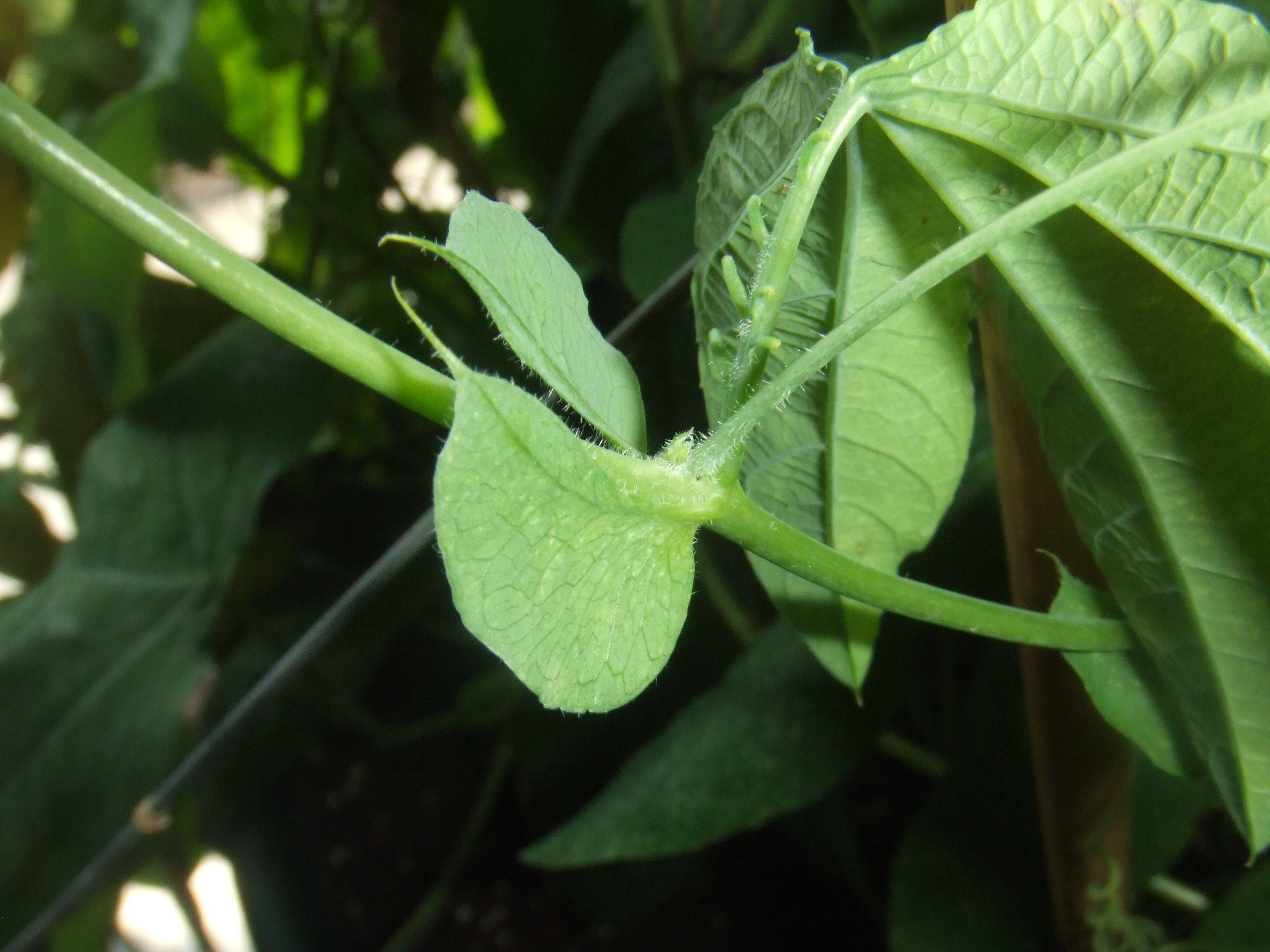
Steunblaadjes van Passiflora loefgrenii
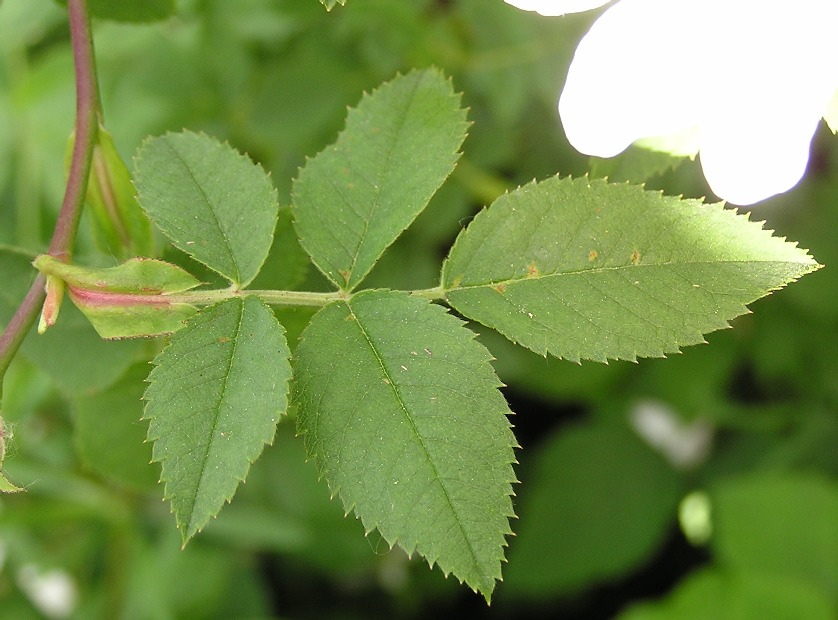
Steunblaadjes gedeeltelijk vergroeid met de bladsteel bij de hondsroos
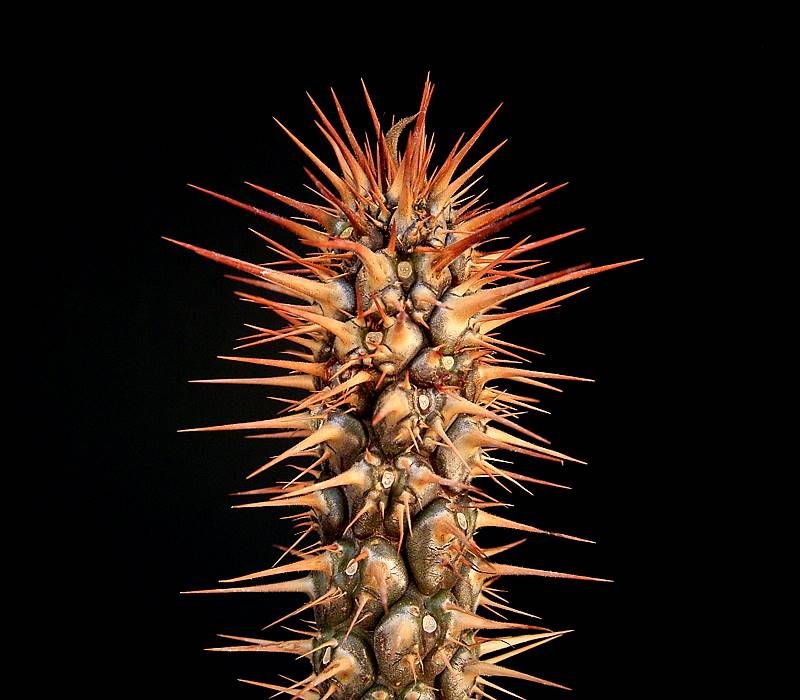
Steunblaadjes in de vorm van stekels, samen met echte stekels bij Euphorbia didieroides
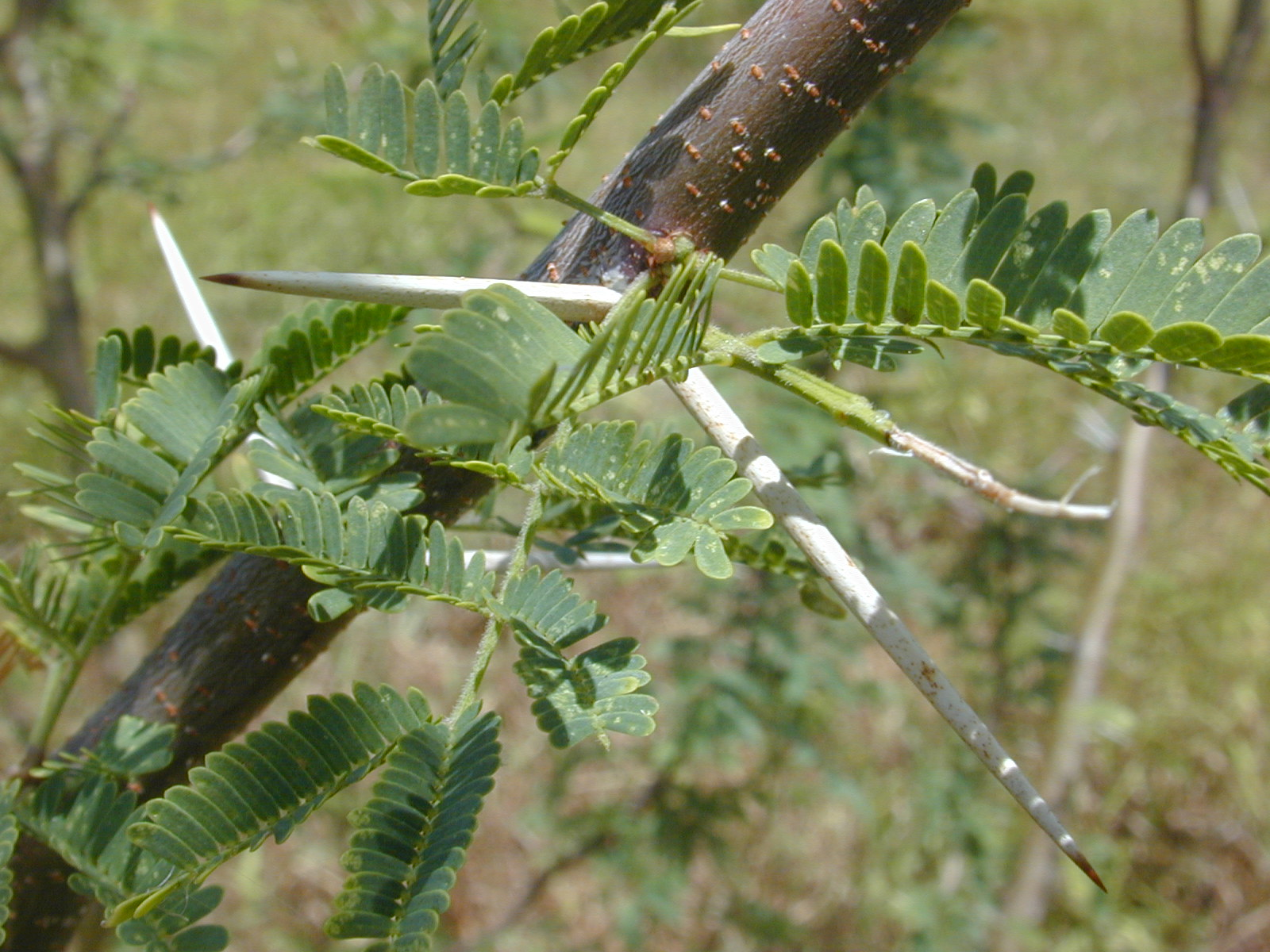
Steunblaadjes in de vorm van bladdoorns bij Prosopis pallida
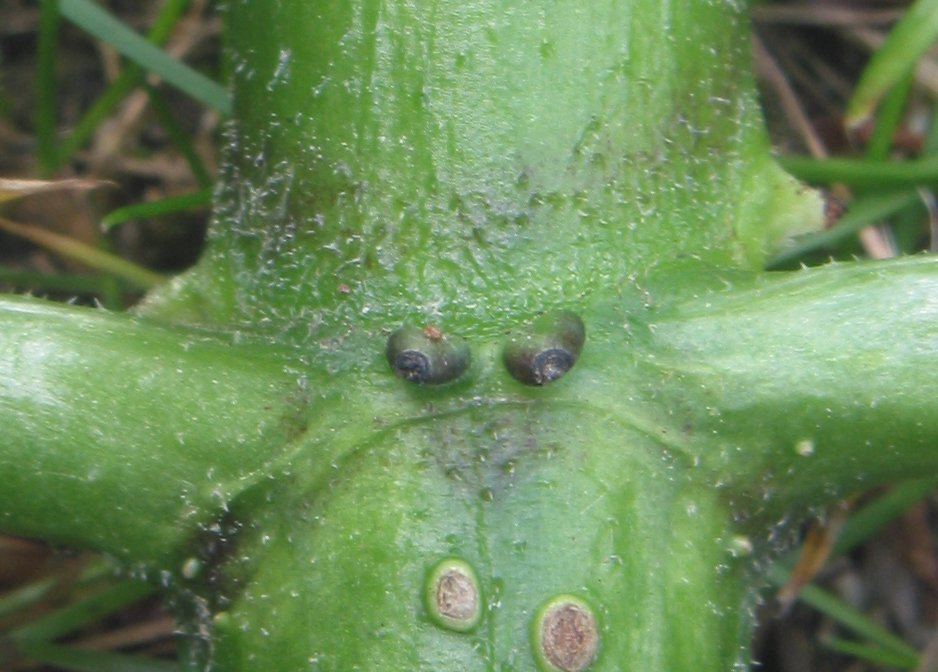
Steunblaadjes in de vorm van klieren bij vlier
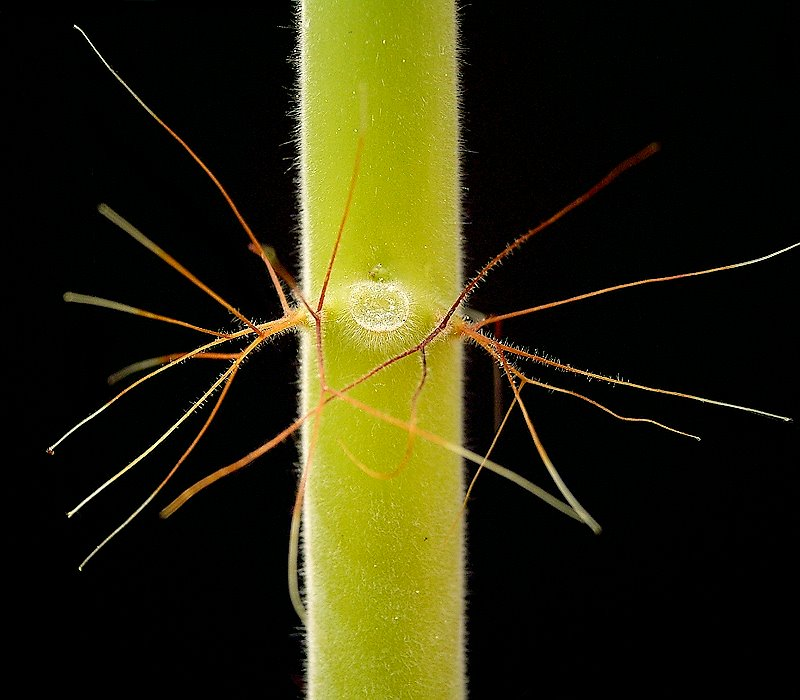
Steunblaadjes in de vorm van klierharen bij Jatropha spicata
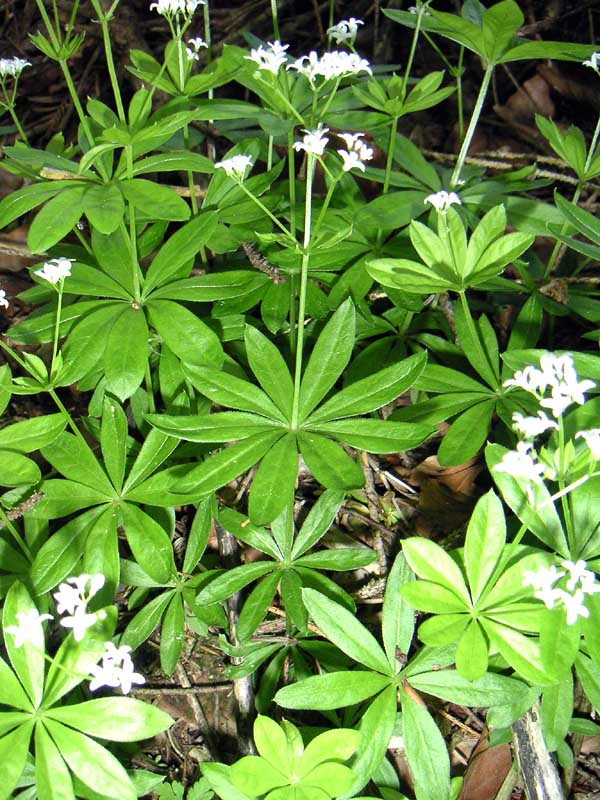
Steunblaadjes niet te onderscheiden van gewone blaadjes bij lievevrouwebedstro
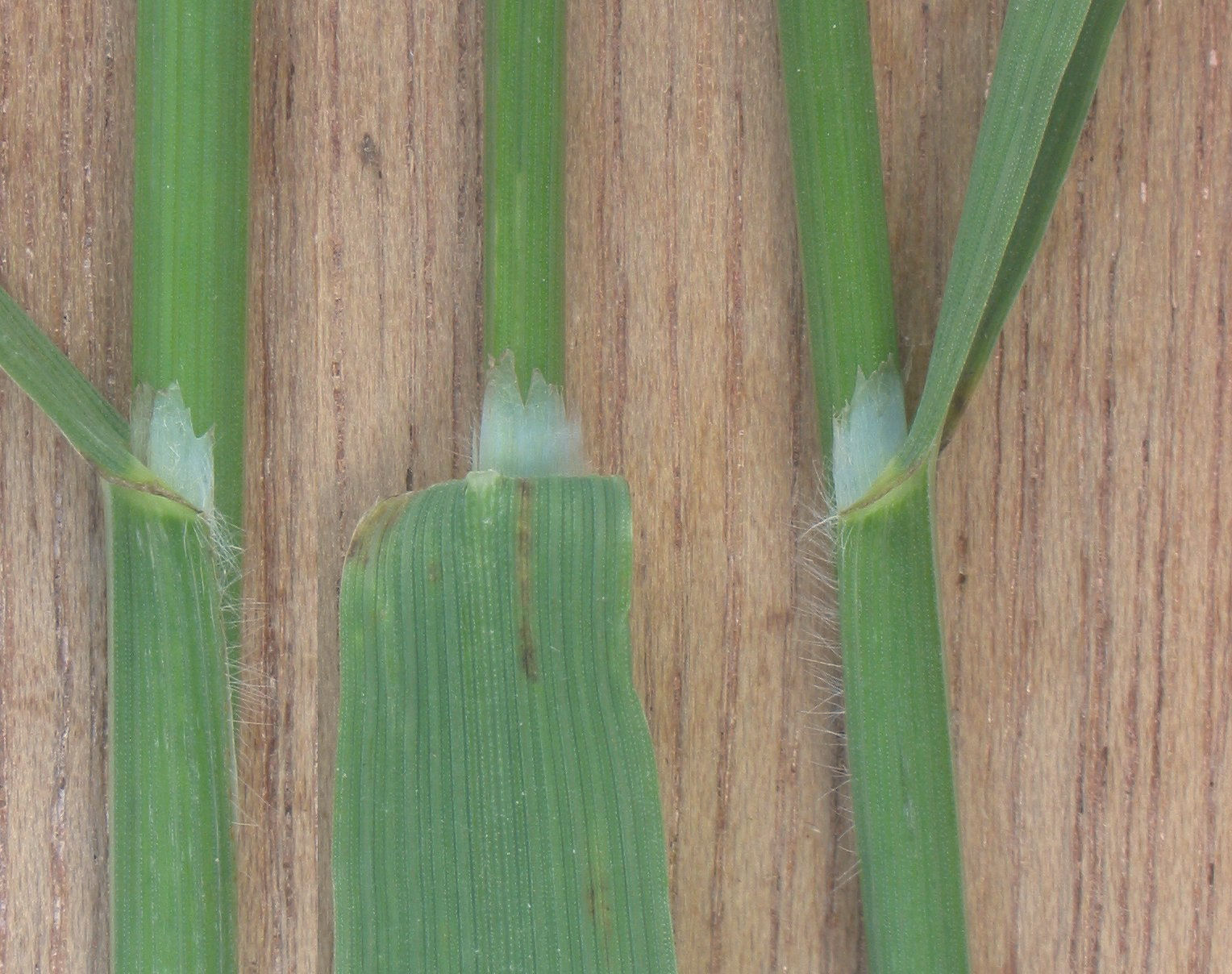
Steunblaadjes in de vorm van een tongetje bij trosdravik